# Sankt Roman
Sankt Roman település Ausztriában, Felső-Ausztria tartományban, a Schärdingi járásban, területe 31,77 km².

## Fekvése
Tengerszint feletti magassága 569 méter. Sankt Roman Esternberg, Vichtenstein, Engelhartszell, Kopfing im Innkreis és Münzkirchen településekkel határos.

## Népesség
Lakosainak száma 1711 fő (2018. január 1.).